# Plutosz
Plutosz (görögül: Πλούτων) a görög mitológiában a gazdagság istene, Démétér és Iaszón Krétán született fia. Plutosz jóval korábbi alakjában Démétérhez és Perszephonéhoz kapcsolódik. Azokat, akiket e két istennő kegyeibe fogadott, Plutosz pártfogásába veszi, s elhalmozza minden jóval, nyájakkal. A két istennő egyesítése az eleusziszi misztériumkultuszban Plutosz és Pluto (Hadész) azonosításához is vezetett, mivel az alvilág urát a föld méhében rejlő tengernyi kincs birtokosának tartották.
Plutosz szerepel Arisztophanész Plutosz című vígjátékában, ahol az isten vak öregember, s nem tudja igazságosan elosztani a javakat. Miután Aszklépiosz templomában visszanyerte látását, vagyonossá teszi a szegényeket, és nyomorba dönti a gazdagokat. Ez a helyzet hihetetlenül komikus változásokat idéz elő a társadalomban: senki se hajlandó dolgozni, és a koldusruhába öltözött istenek szolgának szegődnek a meggazdagodott szegényekhez. A klasszikus ókorban Plutosz úgyszólván a gazdagság megszemélyesítője lett.